# Willard Grant Conspiracy
Willard Grant Conspiracy est un ancien groupe américaine de country alternative.
Créé en 1995 à Boston par Robert Fisher et Paul Austin, le groupe fonctionne ensuite comme un collectif dont Robert Fischer est le seul membre permanent. Il disparaît en 2016.
Paul Austin est maintenant membre de The Transmissionary Six (en), formé avec Terri Moeller des Walkabouts.
Robert Fischer est mort le 12 février 2017.

## Discographie
Albums studio
- 3am Sunday @ Fortune Otto's (1996)
- Flying Low (1998)
- Mojave (1999)
- The Green, Green Grass Of Slovenia (2000)
- Everything's Fine (2000)
- Regard The End (2003)
- Let It Roll (2006)
- Pilgrim Road (2008)
- Paper Covers Stone (2009)
- Ghost Republic (2013)

Albums live
- Weevils In The Captain's Biscuit (1998)
- Live 2001 - Amsterdam and Aberdeen (2001)
- Live At Rockpalast-Crossroads(Il Mucchio) (2004)
- From A Distant Shore: Live In The Netherlands (2004)

Compilations
- There But for The Grace Of God (2004)

EPs
- Color Of The Sun (1999)
- Radio Free WGC (1999)